# Starsky et Hutch
Pour le film dérivé de la série, voir Starsky et Hutch (film).
 (février 2021).
Si vous disposez d'ouvrages ou d'articles de référence ou si vous connaissez des sites web de qualité traitant du thème abordé ici, merci de compléter l'article en donnant les références utiles à sa vérifiabilité et en les liant à la section « Notes et références ».
Starsky et Hutch (Starsky and Hutch) est une série télévisée américaine de 92 épisodes de 48 minutes avec un pilote de 70 minutes, créée par William Blinn et diffusée entre le 30 avril 1975 et le 15 mai 1979 sur le réseau ABC.
La série est diffusée en France du 10 juin 1978 au 9 décembre 1984 sur TF1, puis à nouveau de 1986 au printemps 1989 et de 1989 à 1995, M6 de 1987 à 1989 puis en ayant repris la diffusion, avant TMC en 2005-2007, Polar+ en 2008 et Direct 8 en 2009 sans oublier Série Club, RTL9, Ciné Cinéma Star à partir d'avril 2011, Paramount Channel (France) à partir du 17 janvier 2022 et sur OQEE de chez Free depuis le 10 juillet 2023.
Au Québec, le pilote a été diffusé en tant que film de fin de soirée le 29 mai 1980 à la Télévision de Radio-Canada. La série débute le 24 août 1984 sur les stations locales de Radio-Canada CKSH-TV Sherbrooke et CKTM-TV Trois-Rivières.

## Synopsis
La série figure deux policiers américains, le brun David « Dave » Starsky qui a grandi dans les rues de New York, un peu naïf et très extraverti, et son acolyte blond Kenneth « Hutch » Hutchinson, plus réservé et réfléchi.
Malgré leurs apparentes différences, les deux hommes sont comme des frères l'un pour l'autre. Aidés par leur ami Huggy Bear (dit « Huggy-les-bons-tuyaux » en VF), ils résolvent de façon peu conventionnelle et très musclée les affaires criminelles qui leur sont confiées par leur supérieur direct, le capitaine Dobey.
À l'appel de leur nom de patrouille « Zébra 3 », le binôme se lance fréquemment dans d'épiques courses-poursuites au volant de l'emblématique voiture de Starsky, une Ford Gran Torino rouge zébrée de blanc. Entre deux scènes d'action, les deux compères n'oublient pas un certain humour dans leurs échanges (voire plus dramatiques), allié à une certaine décontraction, notamment avec leur fidèle indicateur Huggy, ce qui contraste souvent avec les réprimandes que peut leur faire leur chef, le capitaine Dobey.
La première saison n'indique pas où l'action se déroule. Tout porte à croire que Starsky et Hutch travaillent à Bay City, une ville imaginaire de Californie calquée sur Los Angeles. Cependant, au début du premier épisode de la deuxième saison (The Las Vegas Strangler: Part 1) il est clairement dit que l'action se déroule à Los Angeles.

## Fiche technique
Sauf indication contraire, les informations mentionnées dans cette section peuvent être confirmées par la base de données cinématographiques IMDb,  présente dans la section « Liens externes ».
- Titre original : Starsky and Hutch ;
- titre français : Starsky et Hutch ;
- musique : Lalo Schifrin (1975-1977) et Tom Scott (1977-1979) ;
- direction artistique : Paul Sylos, Franklin Swig, James J. Agazzi et Steven P. Sardanis ;
- costumes : David Rawley, Judy Sabel et Kathleen Lawrence ;
- photographie : Travers Hill, Keith C. Smith et Jimmy L. Albert ;
- montage : George W. Brooks, Robert Moore et Asa Boyd Clark ;
- production : Joseph T. Naar ;

production déléguée : Leonard Goldberg et Aaron Spelling ;
production associée : Michael Hiatt, Parke Perine, Shelley Hull, John R. Hansen et Bret Garwood ;
- sociétés de production : Spelling Goldberg Productions et Columbia Pictures Television ;
- société de distribution : American Broadcasting Company (États-Unis) ;
- pays d'origine :  États-Unis ;
- langue originale : anglais ;
- format : couleur ;
- genre : policier / comédie ;
- durée par épisode : 48 minutes.

## Distribution

### Acteurs principaux

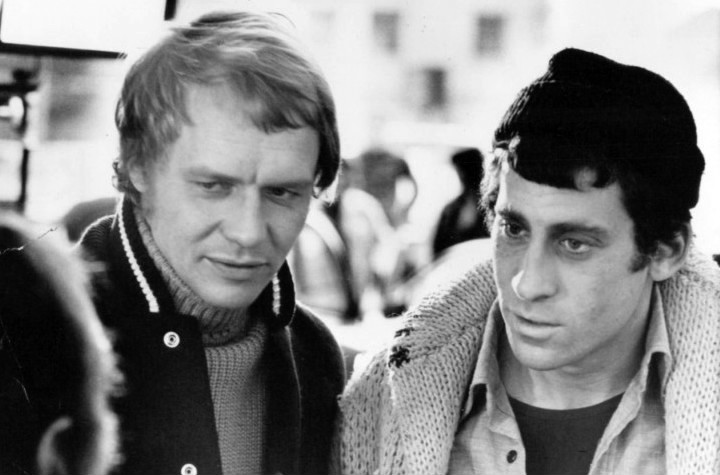
David Soul (Hutch) et Paul Michael Glaser (Starsky) dans la série, en 1975.

- Paul Michael Glaser (VF : Jacques Balutin) : Sgt. Detective David « Dave » Starsky
- David Soul (VF : Francis Lax) : Sgt.Detective Kenneth « Hutch » Hutchinson
- Bernie Hamilton (VF : Pierre Garin) : le capitaine Harold Dobey
- Antonio Fargas (VF : Albert Augier) : « Huggy-les-bons-tuyaux » Jackson (« Huggy Bear » en VO)

### Acteurs récurrents et invités
- Richard Ward (VF : Pierre Garin) : le capitaine Harold Dobey (pilote de la série) / Julius T. Washington (saison 4, épisode 17) ;

## Production

### Distribution des rôles
David Soul est tout de suite choisi pour le rôle de Hutch après que les producteurs l'ont découvert dans le film Magnum Force (1973), où il campait le rôle du policier corrompu Davis.
Le rôle du capitaine Dobey est d'abord tenu par Richard Ward dans le téléfilm pilote, mais ce dernier est remplacé par Bernie Hamilton dès le premier épisode de la saison 1.

### Lieux de tournage[5]
- Commissariat de Starsky et Hutch: San Pedro Municipal Building, 638 S Beacon Street, San Pedro, Californie
- 4th Street Bridge: pont au centre-ville de Los Angeles, apparaissant dans plusieurs épisodes de la série pour des scènes d'action et de poursuites en voiture.
- Gare de Los Angeles
- Greystone Mansion (Beverly Hills): maison cossue et emblématique utilisée comme lieu de résidence de différents personnages
- Loyola Marymount University: campus universitaire situé à Los Angeles devenu Collège El Camino dans la série.
- Première maison de Hutch: 232 Court A, Venice, Californie (maison nettement agrandie depuis)
- Seconde maison de Hutch: 1027, Abbot Kinney Blvd, Los Angeles.
- Maison de Starsky: 2005 N Sycamore Ave, Los Angeles.
- « Huggy Bear's », le 1er bar de « Huggy-les-bons-tuyaux »: Dewey Hotel, 721 S. Main Street, Los Angeles
- « The Pits », le second bar de « Huggy-les-bons-tuyaux »: 1621 W 6th St, Los Angeles

## Univers de la série

### Personnages

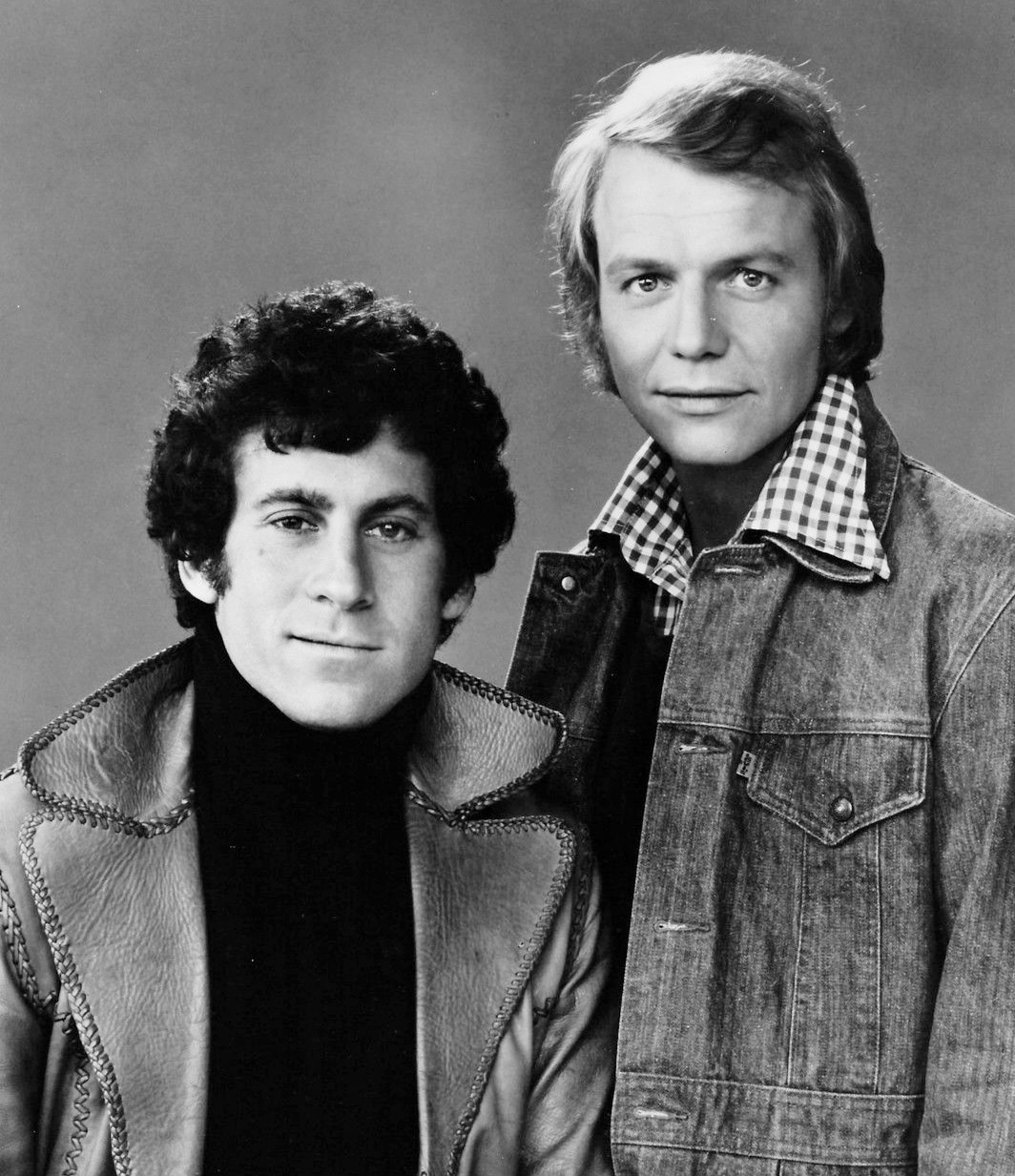
Starsky (Paul Michael Glaser) et Hutch (David Soul) en 1975.

- Detective David « Dave » Michael Starsky : né le 25 mars 1943 à New York dans une famille des plus modestes, Starsky a un jeune frère, Nick (qui apparaît dans la quatrième saison, épisode « Un cas difficile »). Son père était un officier de police qui est mort quand Starsky avait quinze ans, abattu en pleine rue sur ordre du parrain local. Son frère Nick est resté à New York avec leur mère, mais Starsky est parti vivre à Los Angeles chez son oncle Al et sa tante Rosie. Il s'engage dans la police en 1968. À l'école de police, il fait la connaissance de Ken Hutchinson qui deviendra son meilleur ami et coéquipier. Son numéro du badge de police est le no 82. Il habite 2000 Ridgeway avenue, B.C. 90023. Il mesure 1,78 m.
Starsky a une grande obsession pour sa voiture, une Ford Gran Torino rouge à bande blanche, qu'il utilise pendant les enquêtes. C'est un séducteur, adorant rouler des mécaniques devant les femmes. C'est aussi un grand gourmand, toujours devant la machine à confiseries dans le couloir du commissariat ; il n'hésite d'ailleurs pas à se servir dans l'assiette du capitaine Dobey quand celui-ci a le dos tourné.
- Detective Kenneth Richard « Hutch » Hutchinson : né le 28 août 1943 à Duluth dans le Minnesota, « Hutch » a grandi avec sa sœur Lois au sein d'une famille bourgeoise. Il était prévu qu'il reprenne la direction des affaires familiales, mais son amour pour l'action et l'adrénaline le poussent alors à intégrer la police dès 1968. À l'école de police, il fait la connaissance de Dave Starsky qui deviendra son meilleur ami et coéquipier. Hutch s'est marié en 1971 avec Vanessa, d'avec qui il divorcera en 1973 (Vanessa apparaît dans la saison 3, épisode La Cible). Il multipliera ensuite les relations amoureuses. Son numéro de badge de police est le no 12. Il mesure 1,84 m.

Comme Starsky, Hutch adore sa voiture, une vieille Ford Galaxie 500 LTD toute cabossée. Hutch a une grande passion pour la musique et chante, accompagné de sa guitare. Il aime les plantes et en possède beaucoup dans son logement. Il a également pratiqué la lutte à l'université et fait du yoga.
- Capitaine Harold Calvin Dobey : né le 12 juin 1928, Harold Dobey vivait dans la rue mais, ne supportant plus sa violence, il intègre la police en 1951 et devient capitaine au sein de la Metropolitan Division de Bay City au département de Police du commissariat central, situé au croisement de la 7e Rue et de la 100e West. Dobey est marié à Edith. Il a deux enfants : un fils aîné, Cal et une fille, Rosie. Il est très à cheval sur la galanterie, comme on peut le constater dans l'épisode Capitaine Dobey, Vous êtes mort (saison 1). Il est ferme avec ses enquêteurs mais a un profond respect pour ses deux subordonnés, qu'il sait être les meilleurs du département, n'hésitant pas à les couvrir le moment voulu. Comme Starsky, Dobey est un grand gourmand ; il se fait souvent surprendre et sermonner par Starsky et Hutch devant la machine à confiseries pendant ses périodes de régime. Il mesure 1,80 m.
- « Huggy-les-bons-tuyaux » Jackson : né le 14 août 1946, Huggy Jackson grandit dans la rue, au sein de laquelle il apprend tout ce qu'il doit savoir pour survivre. Devenant un as du poker, il gagne suffisamment d'argent pour ouvrir un bar, The Pit's. Il se lie d'amitié avec Starsky et Hutch et devient leur indicateur principal, surnommé « Huggy-les-bons-tuyaux ». Avec son ami d'enfance Turkey, il tente de devenir détective privé mais abandonnera vite le métier, le jugeant trop dangereux, préférant être tenancier de bar. Il exerce aussi d'autres activités comme cuisinier, magicien, vendeur à la sauvette, gérant d'une animalerie, producteur, etc. Il s'amuse également à organiser des paris sur des courses de souris, Starsky venant parier sur les petits rongeurs. Il mesure 1,85 m.

### Voitures

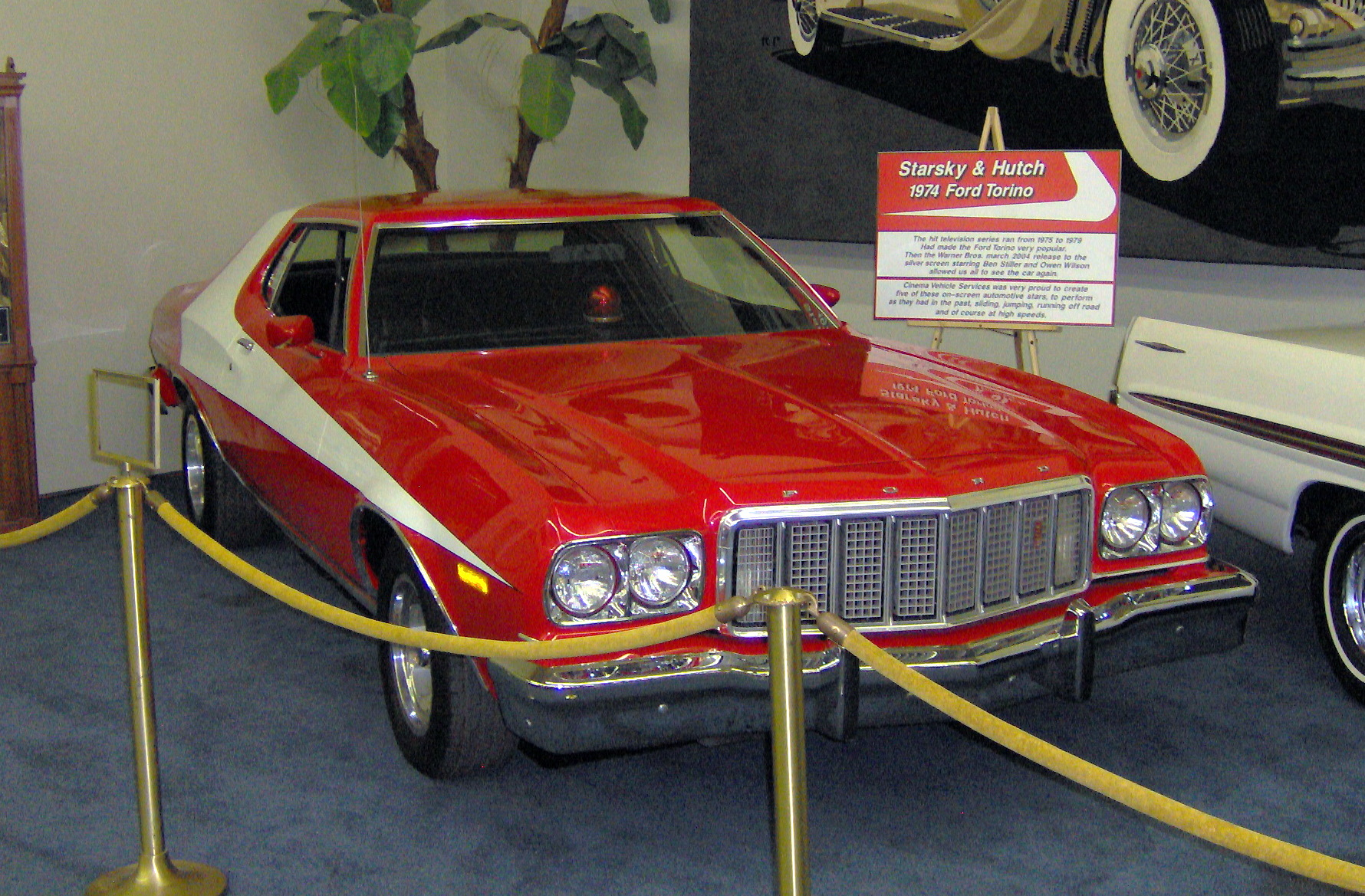
La Ford Gran Torino de Starsky.

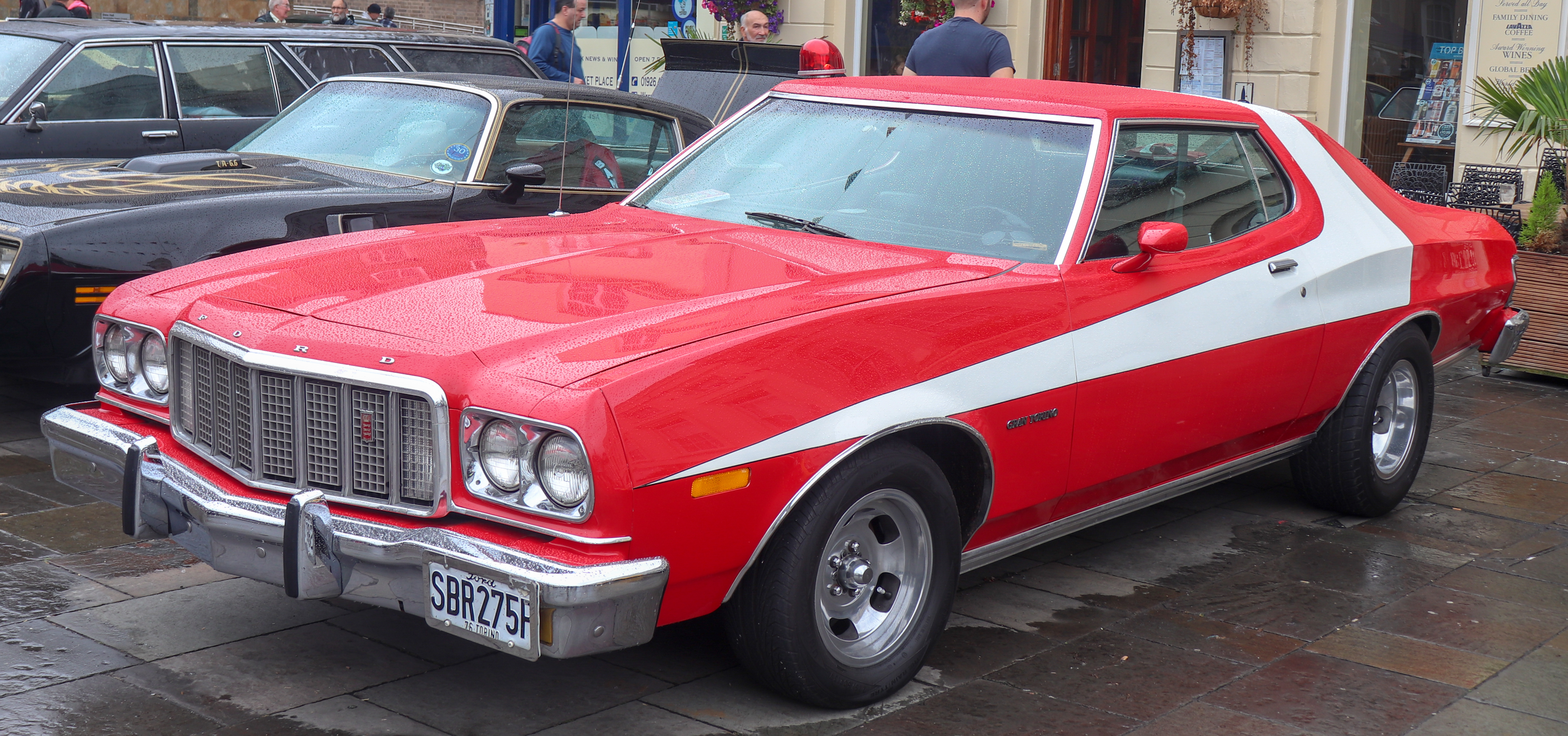
Réplique de la Ford Gran Torino de Starsky.

- Starsky conduit une Ford Gran Torino de 1974, de couleur rouge à bandes blanches dont l'état est comme neuf, immatriculée « 537 ONN ».
- Hutch conduit une Ford Galaxie  500 LTD de 1973, vieille et toute cabossée, de couleur beige et blanche avec peinture écaillée, immatriculée « 552 LQD ».

Dans la saison 2 (épisode Le survivant), sa voiture est détruite en tombant dans un ravin ; il rachète le même modèle. À la fin de la saison 4 (épisode Ah ! Quel beau rôle : 2e partie), une bombe détruit à nouveau sa voiture ; il achète alors une petite Nash Metropolitan (en) de 1955, de couleur marron et beige.
- L'indicatif radio de la voiture de Starsky et Hutch est « Zebra 3 ».
- Starsky et Hutch n'utilisent pas de voitures de fonction de la police, mais leurs propres voitures pendant les enquêtes. La voiture de Hutch apparaît moins souvent dans la série.
- Starsky n'aime pas la voiture de Hutch qui n'aime pas la voiture de Starsky, et chacun des deux coéquipiers se moque de la voiture de l'autre. Starsky se moque de la voiture de Hutch qui a du mal à démarrer, le klaxon qui sonne dès qu'on claque une portière qui a du mal à fermer. Hutch se moque de la voiture de Starsky et lui dit qu'il conduit une tomate enrubannée.

### Badges et armes
- Le numéro du badge de police de Starsky est le numéro 82 ; son arme est un pistolet Smith & Wesson Model 59, créé en 1971.
- Le numéro du badge de police de Hutch est le numéro 12 ; son arme est un revolver Colt Python .357 Magnum, créé en 1955.

### Vêtements

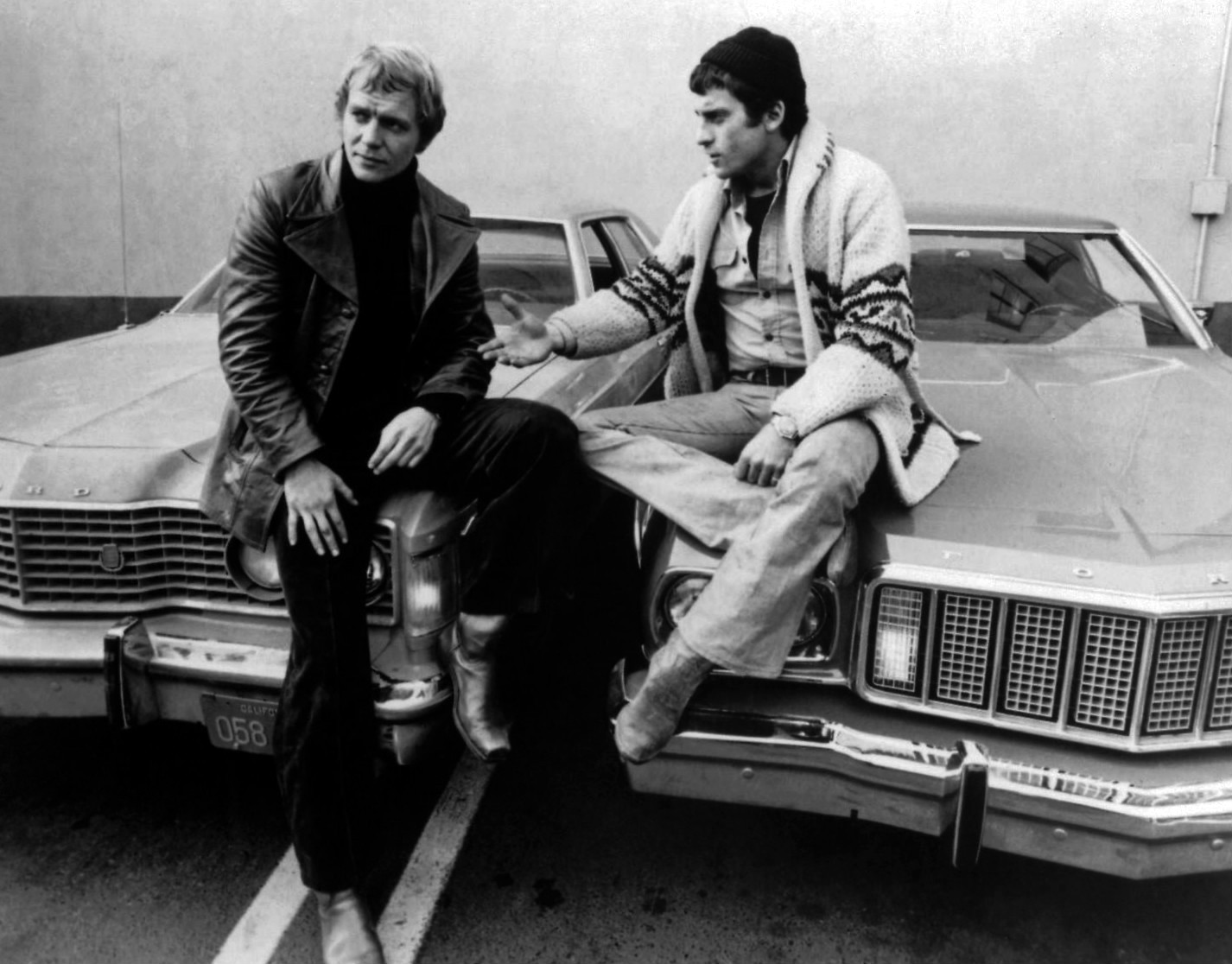
David Soul (Hutch) et Paul Michael Glaser (Starsky) dans la série, en septembre 1975.

- Les vêtements culte de Starsky : gilet mexicain (cardigan pull-over mexicain) en laine blanche avec des lignes V-Z sur le torse, dos et manches ; veste en cuir marron (leather jacket brown) ; un collier en ficelle de cuir noir avec deux pièces chinoises ; chaussures de sport Adidas bleues.[réf. souhaitée]
- Les vêtements culte de Hutch : veste universitaire (varsity jacket black/white), torse et dos noirs avec manches en cuir blanc ; vestes en cuir marron et noir (leather jacket brown/black).[réf. souhaitée]

## Réalisateurs
Paul Michael Glaser a réalisé cinq épisodes :
- Saison 2 : Où est Starsky ? ou Superstitieux, Moi ?
- Saison 3 : Le Professeur
- Saison 3 : La Corvée
- Saison 4 : La Ballade
- Saison 4 : Que la vengeance est douce

David Soul a réalisé trois épisodes :
- Saison 2 : Le Survivant
- Saison 3 : Les rues sont à tout le monde
- Saison 4 : Huggy ne peut plus rentrer chez lui

## Commentaires

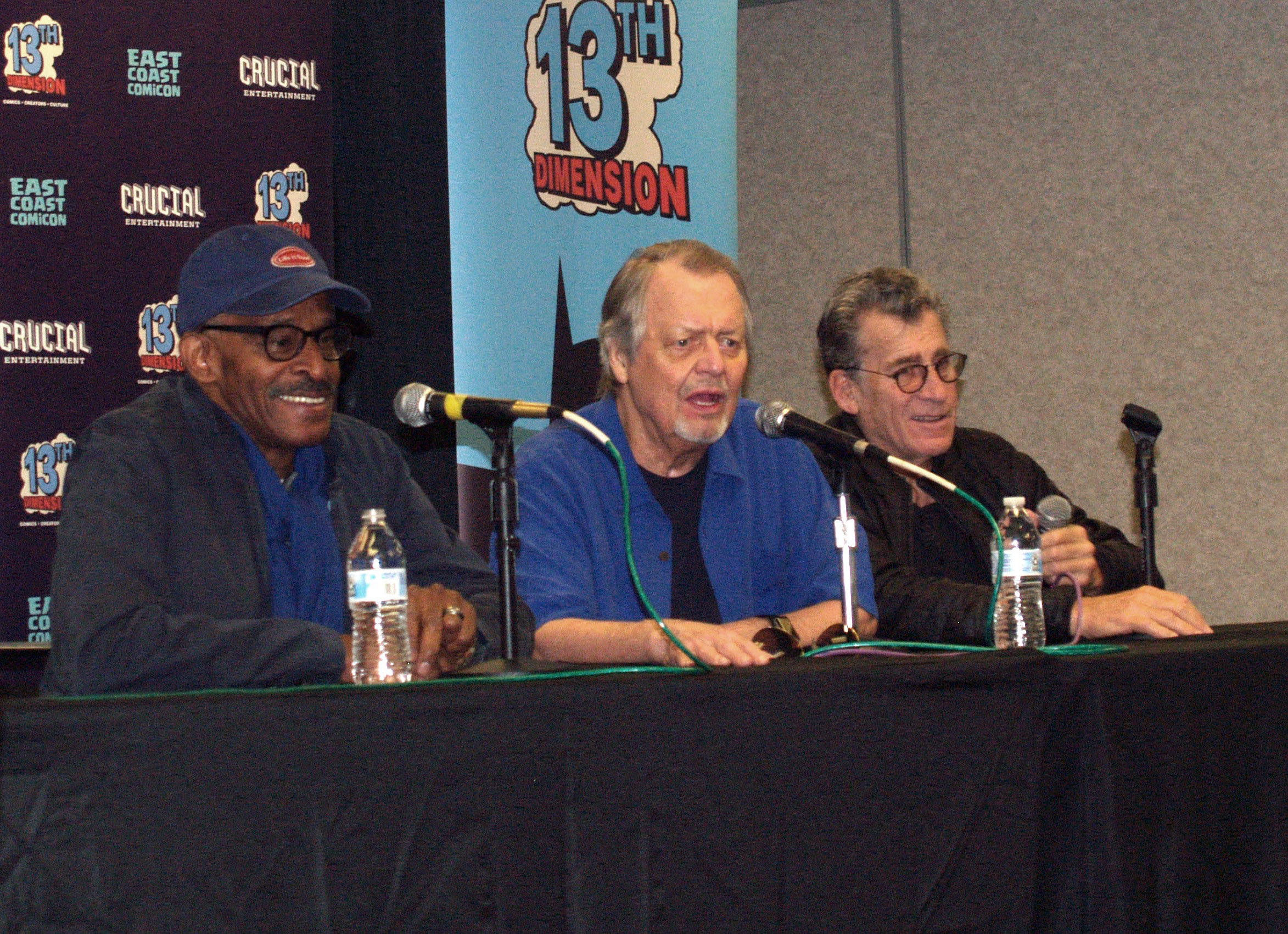
Antonio Fargas (Huggy), David Soul (Hutch) et Paul Michael Glaser (Starsky) lors de la East Coast Comicon 2018 dans le New Jersey.

La décontraction et les méthodes de travail musclées des personnages de la série Starsky et Hutch amènent un renouveau dans l'image du policier des séries télévisées des années 1970, ceux-ci étant la plupart du temps posés, polis et bien habillés.
La série connaît un succès considérable à ses débuts mais, en 1977, une campagne contre la violence à la télévision américaine ébranle cette réussite. Les scénaristes sont alors contraints de couper les scènes d'action au profit de scènes plus romantiques ou comiques. L'esprit de la série n'est plus là et, en 1979, la série Starsky et Hutch s'arrête.
En France, la série doit une part de son succès aux voix des doubleurs Jacques Balutin (Starsky), Francis Lax (Hutch) et Albert Augier (Huggy). Balutin et Lax s'amusent à modifier ou à rajouter des réflexions comiques, donnant une tonalité plus burlesque que la version originale, comme se l'étaient déjà permis certains comédiens au doublage français de la série Amicalement vôtre (The Persuaders!). La chanson française du générique de la série, écrite et composée par Haïm Saban et chantée par Lionel Leroy, contribue également au succès de la série.
On note quelques petits changements dans la version française dès le deuxième épisode : le nom du capitaine Dobey est prononcé « Dobé » et non plus « Dobi » comme dans le pilote, et l'indicatif de la voiture devient « Zebra 3 « au lieu de « Zèbre 3 ». L'indicatif « Zebra 3 » sera aussi utilisé dans la série Rick Hunter (saison 6, épisode 8) par un véhicule banalisé de la police de Los Angeles.
En 1977, l'épisode 2-20 (Pas de chance Huggy), dans lequel Starsky et Hutch sont remplacés par Huggy et son ami d'enfance Turkey qui deviennent détectives privés, devait lancer Antonio Fargas dans sa série Huggy Bear, mais l'épisode est un échec et sa série est annulée.
Dans les quatre saisons, pour les scènes d'action, ce sont les cascadeurs-acteurs Charlie Picerni et Gary Epper qui doublaient respectivement Paul-Michael « Starsky » et David « Hutch ». Gary Epper est acteur lors de la saison 2 (épisode Coupables ?). Charlie Picerni est acteur dans six épisodes : saison 1 (La vengeance du Texan), saison 2 (Une croisière mouvementée, en 2 parties), saison 3 (Les Héros), saison 4 (Ah ! quel beau rôle !, 2e et 3e parties).
Si le personnage de Starsky adore sa Ford Torino rouge et blanche, ce n'est absolument pas le cas de l'acteur Paul Michael Glaser ; lors d'une interview donnée à la chaîne M6 en 2004 à l'occasion de la sortie du film Starsky et Hutch (à la fin duquel lui et David Soul font une petite apparition en clin d'œil), Glaser avoue : « Je détestais cette voiture : elle était grosse, lourde, encombrante ; dans les virages, Hutch me tombait dessus… Non, vraiment, dès que je le pouvais, je défonçais cette voiture ! ».
Au cours des saisons de la série, le capitaine Dobey ne changera pas, Huggy se laissera pousser la moustache, Starsky aura les cheveux plus longs comme Hutch et, dans la saison 4, Hutch aura les cheveux plus longs et portera la moustache.
George Barris, accessoiriste et créateurs d'automobiles pour les films et les séries d'Hollywood, n'est pas à l'origine du look spécifique de la voiture de Starsky, mais son entreprise en produit plusieurs répliques par la suite.

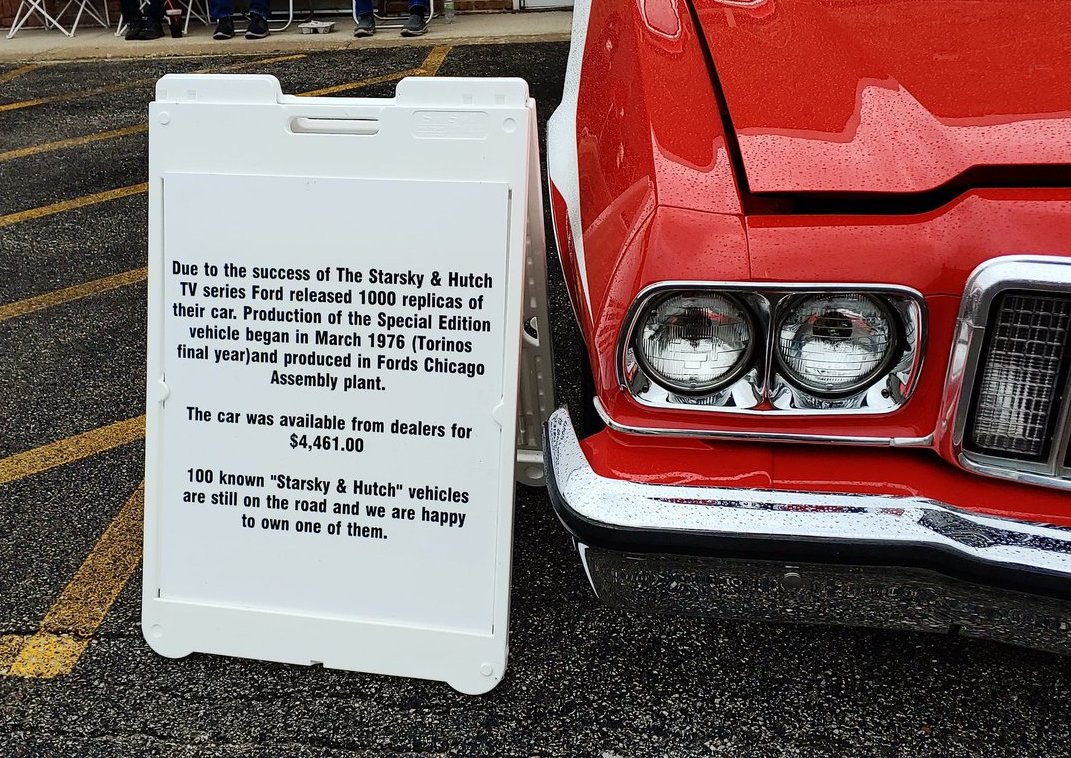
Panneau d'explication sur la « Ford Torino Starsky and Hutch édition 1976 » de 1000 exemplaires.

Devant le succès de la série, l'entreprise Ford réalise, en 1976, une série spéciale de coupés Gran Torino rouges et blancs baptisés Starsky & Hutch et fabriqués à 1 000 exemplaires. C'est l'un d'eux qui est utilisé dans le film de 2004 ; un exemplaire a été acheté neuf et est pieusement conservé par un fan de la série, qui a gracieusement prêté sa voiture à la production du film.
À la fin du film Starsky et Hutch (2004), on peut voir les Starsky et Hutch des années 1970 rencontrer les Starsky et Hutch des années 2000, le Starsky des années 1970 donnant sa Gran Torino au Starsky des années 2000.

## Produits dérivés

### Film
- 2004 : Starsky et Hutch (Starsky & Hutch) de Todd Phillips, avec Ben Stiller dans le rôle de Starsky et Owen Wilson reprenant celui de Hutch.

### Jeu de société
- Starsky and Hutch Detective Game (1977). Publié par MB. De deux à quatre joueurs pour une durée moyenne de 30 minutes.

### Jeux vidéo
- 2002 : Starsky et Hutch, sur Xbox Windows (2003), PlayStation 2, Game Boy Advance GameCube. Publié par Empire Interactive et développé par Minds Eye Productions. Jeu de course/action.
- 2004 : Starsky et Hutch 2 (jeu annulé) sur PlayStation 2. Devait être publié par Empire Interactive et développé par Minds Eye Productions. Jeu de course/action.

### Figurines
En 1978, la société Mego sort des figurines de 20 cm de Starsky, Hutch, Huggy et Dobey, et la voiture Gran Torino de grande taille pour y mettre dedans Starsky et Hutch. D'autres voitures Gran Torino dans plusieurs tailles différentes (avec Starsky et Hutch de petite taille, moins de 10 cm) à côté de la Gran Torino sortent également. D'autres petites figurines, de moins de 10 cm de Starsky et Hutch, sont également produites, avec un pistolet dans les mains qui braquent un bandit appuyé contre la voiture, et une Gran Torino Scalextric avec lumière, figurant Starsky et Hutch dans la voiture.[réf. souhaitée]

### Musique
- 1998 : Starsky & Hutch (Television Soundtrack) ; musique de la série télévisée.
- 2004 : Starsky & Hutch (Soundtrack) ; musique du film.

## Streaming
- Disponible en téléchargement sur le site de l'INA

## Éditions en DVD
Les coffrets des quatre saisons de la série sont disponibles en DVD chez Sony Pictures Home Entertainment.
- l'intégrale saison 1, sortie le 3 juin 2004. (ASIN B00011ZF5MC)
- l'intégrale saison 2, sortie le 5 octobre 2004. (ASIN B0002Z7SAI)
- l'intégrale saison 3, sortie le 22 mars 2005. (ASIN B0007INN36)
- l'intégrale saison 4, sortie le 8 novembre 2005. (ASIN B000BEU3EI)
- Coffret intégrale des 4 saisons, sorti le 17 octobre 2007, le 1er octobre 2014 et le 4 octobre 2023.

Dans les coffrets Saisons 3 et 4, se trouvent deux épisodes avec des passages en version originale sous-titrée (VOST) :
- saison 3 : Le Grand Amour, Les Jours se ressemblent, Les rues sont à tout le monde, La Folie du jeu, Garde d'un corps, Un visage d'ange, Quadrature ;
- saison 4 : Noblesse désoblige, Quel métier !

Lors de leurs diffusions à la télévision, les épisodes étaient passés intégralement mais, dans les coffrets DVD, des scènes manquent dans certains épisodes.